# Здесь был Килрой

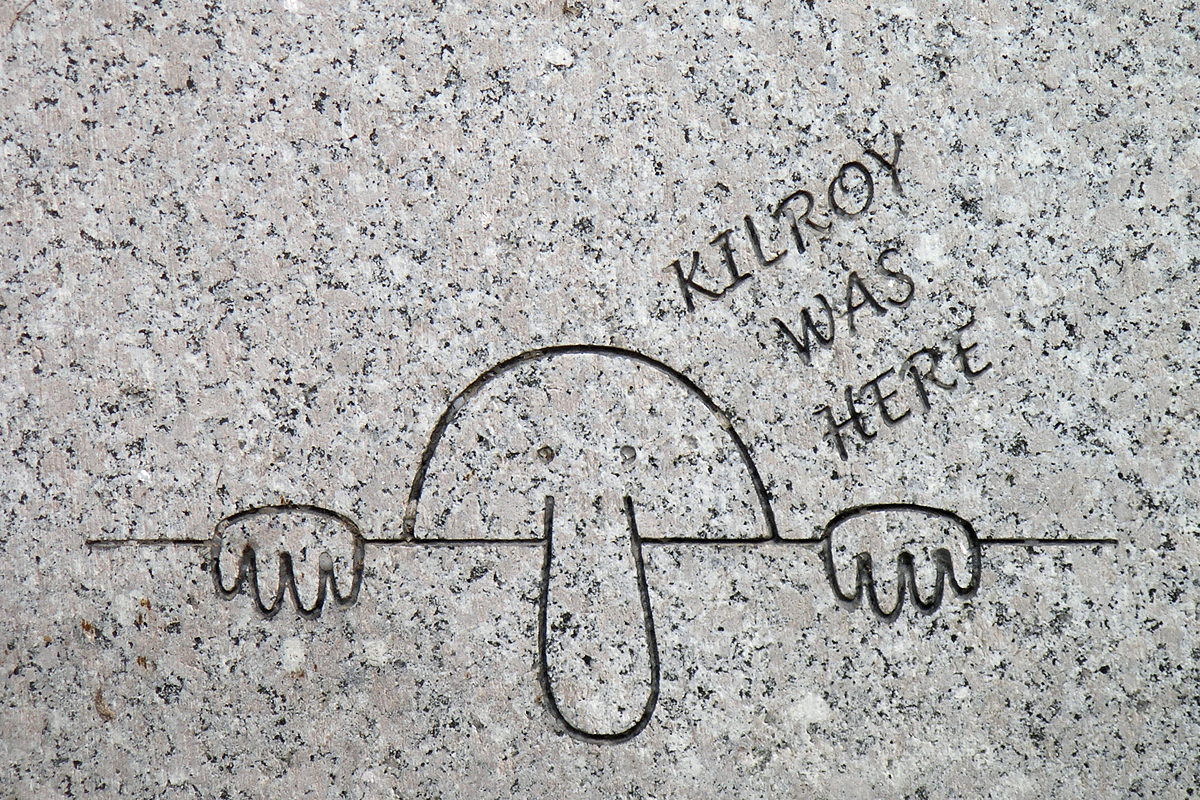
Рисунок «Здесь был Килрой» на Мемориале Второй мировой войны в Вашингтоне, США.

Здесь был Килрой (англ. Kilroy was here) — рисунок-граффити, пользовавшийся огромной популярностью в англоязычных странах Запада в период с начала 1940-х по конец 1950-х годов и ставший частью массовой культуры того времени. В традиционном варианте — нарочито простой рисунок изображает линию-стену, выглядывающую из-за этой «стены» верхнюю часть овальной человеческой головы, обычно лысой или с несколькими волосинками, на которой видны лишь глаза и неестественно длинный нос, по четыре пальца по обеим сторонам от этой головы и надпись «Kilroy was here». На практике существует большое количество вариаций на тему этого рисунка, а имя изображённого на нём персонажа может различаться в зависимости от страны: так, в Англии его обычно называют Мистер Чад (Mr. Chad), в Австралии — Фу (Foo).
Точные место, дата и обстоятельства появления концепции этого рисунка неизвестны. Чаще всего его связывают с деятельностью инспектора бостонской верфи Джеймса Килроя, который якобы ставил на проверенных им корпусных деталях кораблей такую надпись, причём после сборки надпись зачастую оказывалась в таких местах, куда был невозможен доступ человека, например, в герметично заваренных межотсечных пространствах. В 1946 году, когда этот персонаж был уже весьма популярен, эта версия даже вошла в Оксфордский словарь. Вместе с тем существует и множество других версий: например, что Килрой на самом деле появился в Англии ещё до войны, в 1937 году, или что он был придуман под именем Фу австралийскими солдатами, воевавшими в Европе в Первой мировой войне.
Изображение Килроя и соответствующая надпись имели достаточное распространение среди солдат американской армии после их высадки в Европе в 1944 году. По некоторым сведениям, немцы обнаружили такой рисунок на захваченном американском оборудовании, после чего разведка Рейха и лично Гитлер рассматривали данное изображение как шифр или как информацию о неком секретном агенте противника. Кроме того, уже после окончания войны в Европе, во время Потсдамской конференции, такой рисунок якобы обнаружил в своей ванной комнате прибывший на конференцию Иосиф Сталин, сильно удивившийся увиденному и приказавший своим помощникам выяснить, кто такой Килрой.
После 1945 года Килрой обрёл огромную популярность в первую очередь в США, где его изображение имеется на мемориале Второй мировой войны в Вашингтоне, и в Австралии, где его массово рисовали на улицах школьники послевоенного поколения. Ближе к концу 1950-х годов популярность персонажа стала постепенно снижаться, однако периодически изображения Килроя продолжают появляться в том или ином виде и в различных странах до сих пор.

## В популярной культуре
Упоминается в 6-й серии 4-го сезона сериала «Чёртова служба в госпитале Мэш», где один из главных героев пишет на стекле автобуса надпись «kilroy» в тот момент, когда его коллега выглядывает из окна в точности, как на рисунке (при этом в русском переводе поясняется в значении «зануда»), или, например, в 4-й серии 5-го сезона сериала «Грань» («Fringe») одним из главных героев, утверждающим что это он лично оставил этот рисунок в подвале вокзала в Бостоне, где он бывал в детстве неоднократно.
В фильме «Герои Келли» солдаты оставили рисунок в ограбленном банке.
В качестве интермедии перед завершающей частью рисунок появляется на стене туалета в фильме Райнера Вернера Фасбиндера «Третье поколение», посвящённому подпольной борьбе в Западном Берлине.
Также упоминается в романе Олега Дивова «Техподдержка. Мёртвая зона» как условный знак мобильных исследовательских групп Института Шредингера, действующих в «горячих точках» локальных конфликтов.
В рассказе Айзека Азимова «Послание» (1955) фигурирует путешественник во времени Джордж Килрой, который по сюжету рассказа первым оставил это граффити, не подозревая, что у него окажется множество подражателей.
Также является названием альбома американской рок-группы Styx 1983 года.
В 2022 году вышел комедийный фильм ужасов Кевина Смита «Здесь был Киллрой» (англ. KillRoy Was Here).

## Галерея

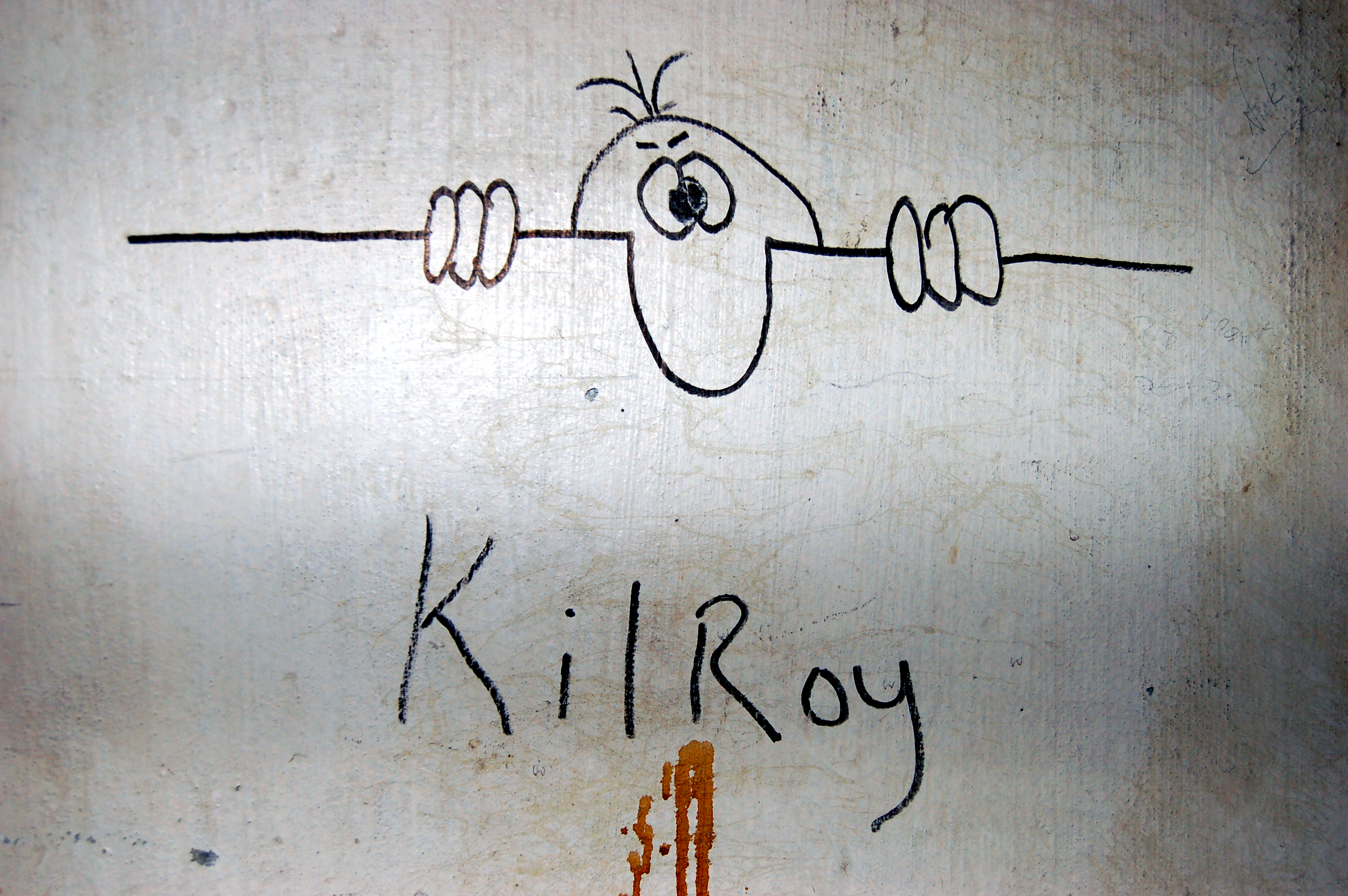
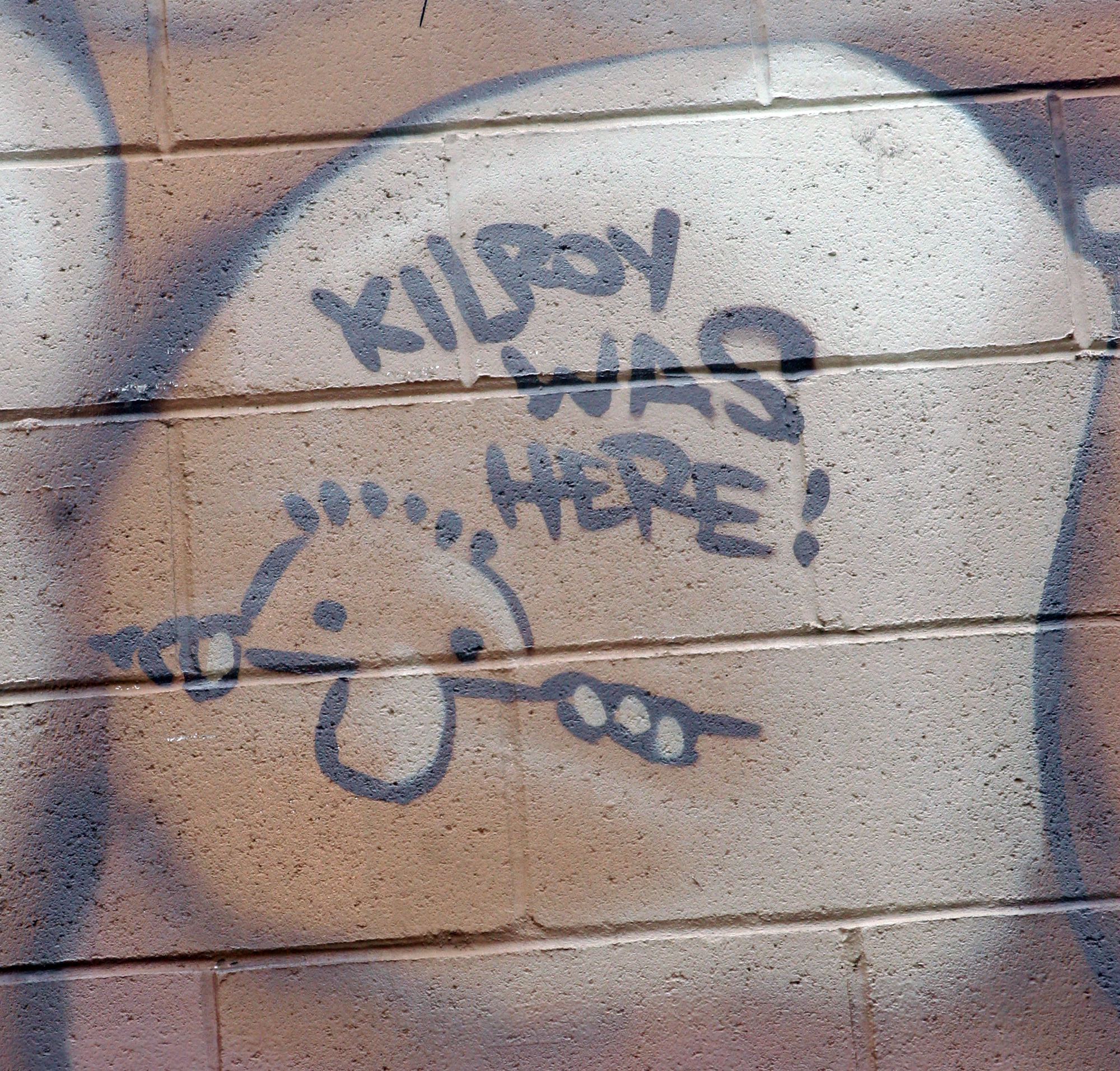
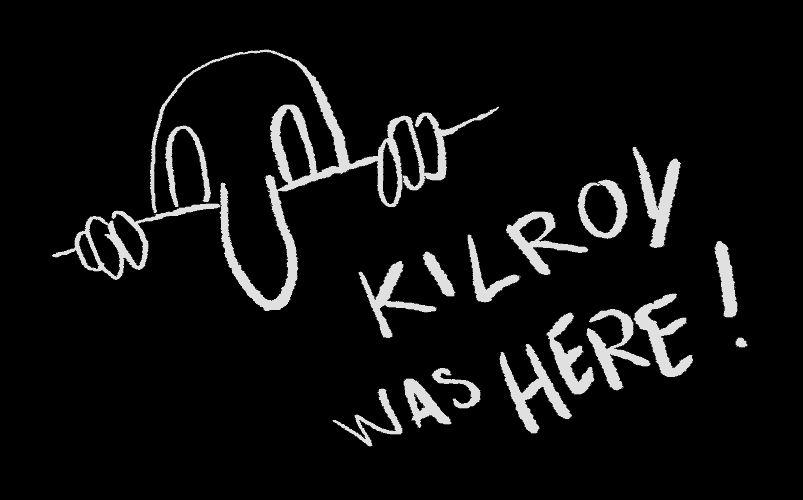
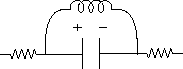
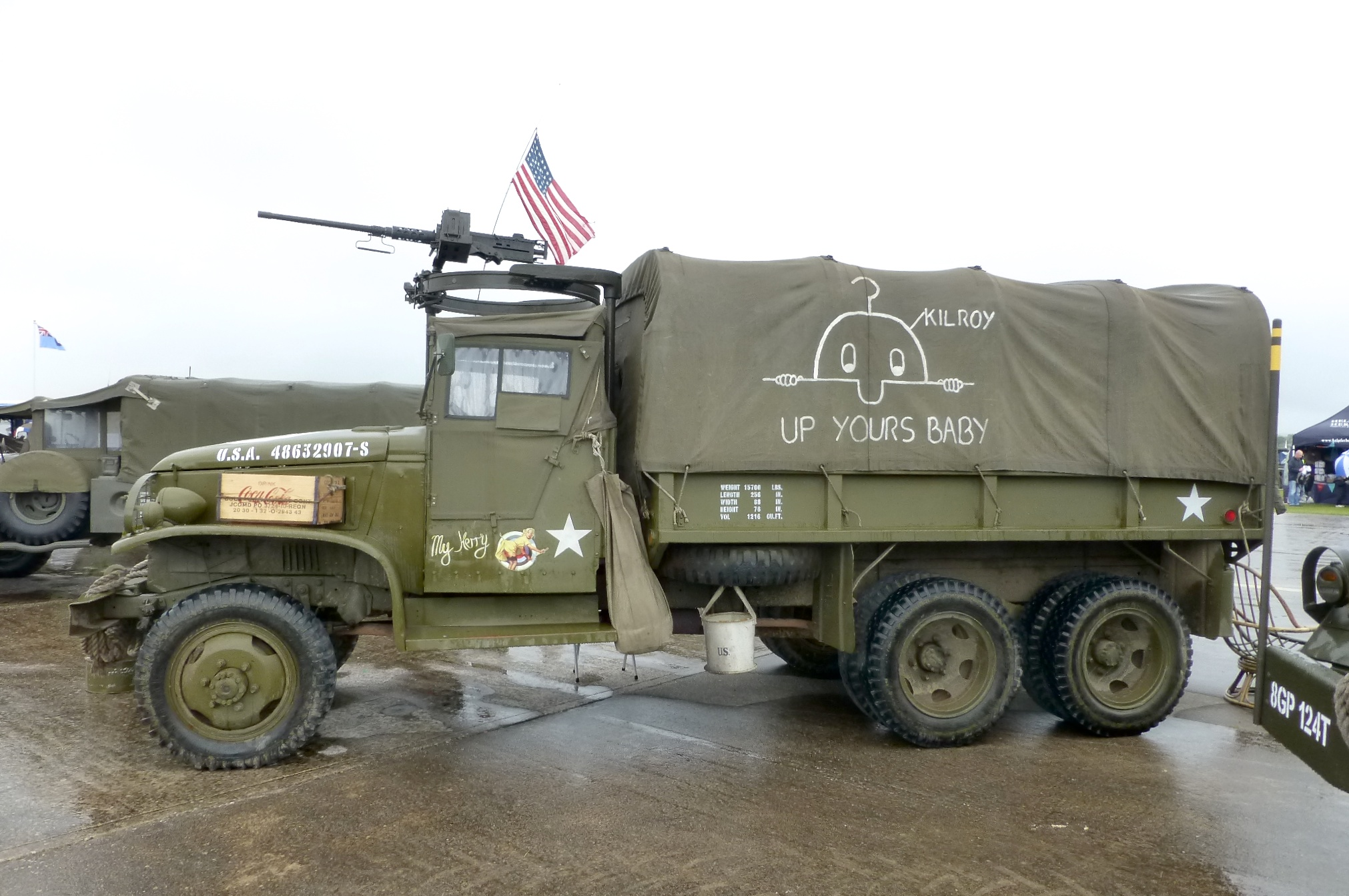
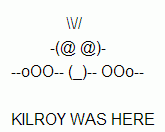
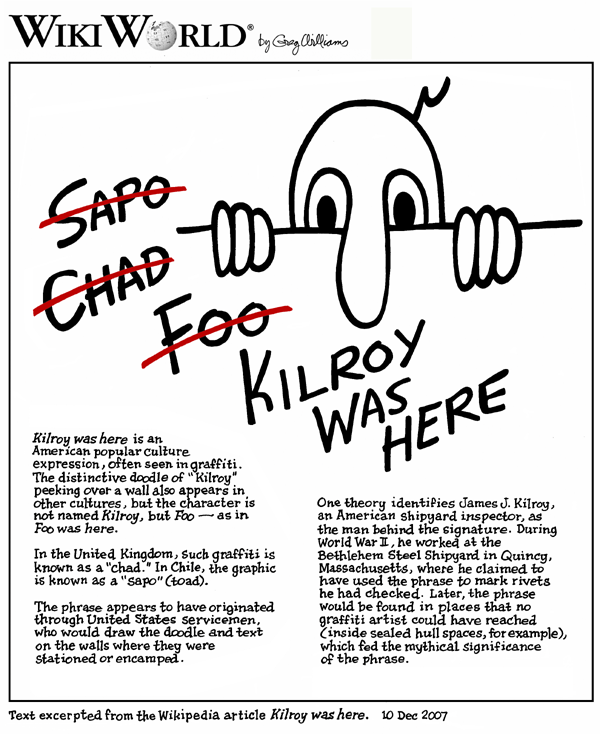